# Sumpängsjordfly
Sumpängsjordfly, Diarsia florida,är en fjärilsart som först beskrevs av F. Schmidt 1859.  Sumpängsjordfly ingår i släktet Diarsia, och familjen nattflyn, Noctuidae. Arten  har livskraftiga, LC, populationer i både Sverige och Finland. En underart finns listad i Catalogue of Life, Diarsia florida perturbata Hacker, 1987.